# 北条時定 (時氏流)
北条 時定（ほうじょう ときさだ）は、鎌倉時代中期の北条氏の一門。北条時氏の三男。母は松下禅尼で、第4代執権・北条経時、第5代執権・北条時頼の同母弟にあたる。得宗家から鎮西に下向した阿蘇家の祖。諱はのちに為時（ためとき）と改名している。

## 生涯
時定の正確な生年は不明であるが、安貞元年（1227年）から寛喜2年（1230年）の前と推定される。
父・時氏は、時定の祖父で3代執権・北条泰時の後継者と目されていたが、早世したため時定の同母兄である経時、時頼が執権職を継承した。宝治元年（1247年）の宝治合戦では執権時頼の命で大将軍として三浦氏と戦った。北条氏の祖である北条時政以来、代々継承された肥前阿蘇神社の所領を継ぎ、苗字を阿蘇と称する。弘長4年（1264年）、前年に死去した兄・時頼の百カ日仏事に際して満願寺を開創した。
将軍の側近として仕えたが、元寇にあたり、弘安4年（1281年）に肥前守護に任じられ、8月頃に現地に下向した。弘安8年（1285年）11月から弘安9年（1286年）閏12月の間に為時と改名する。弘安10年（1287年）1月29日には鎮西奉行に任じられて蒙古対策に従事した。
正応2年（1289年）、養子の北条定宗に家督と肥前守護職を譲って隠居する。正応3年（1290年）10月15日に博多で死去（『尊卑分脈』では正応2年没）。
熊本県阿蘇郡南小国町に時定が建立した満願寺に、時定・定宗・随時のものと伝えられる五輪塔と、時定・定宗の肖像画がある。時定は弓の名人であったと伝わる。
実子の随時は定宗の猶子となった。

## 画像集

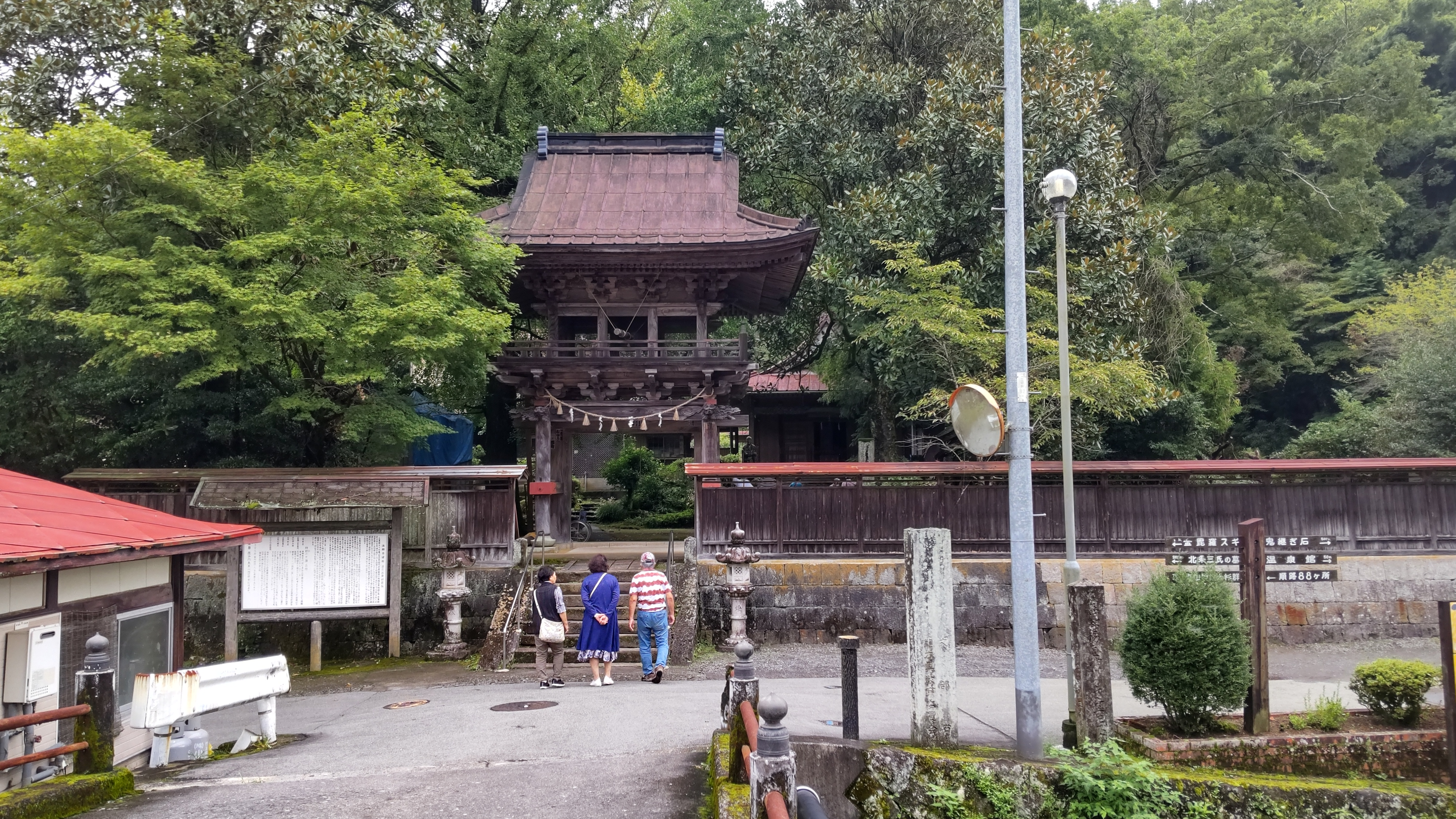
満願寺（南小国町）山門（熊本県阿蘇郡南小国町満願寺2292）
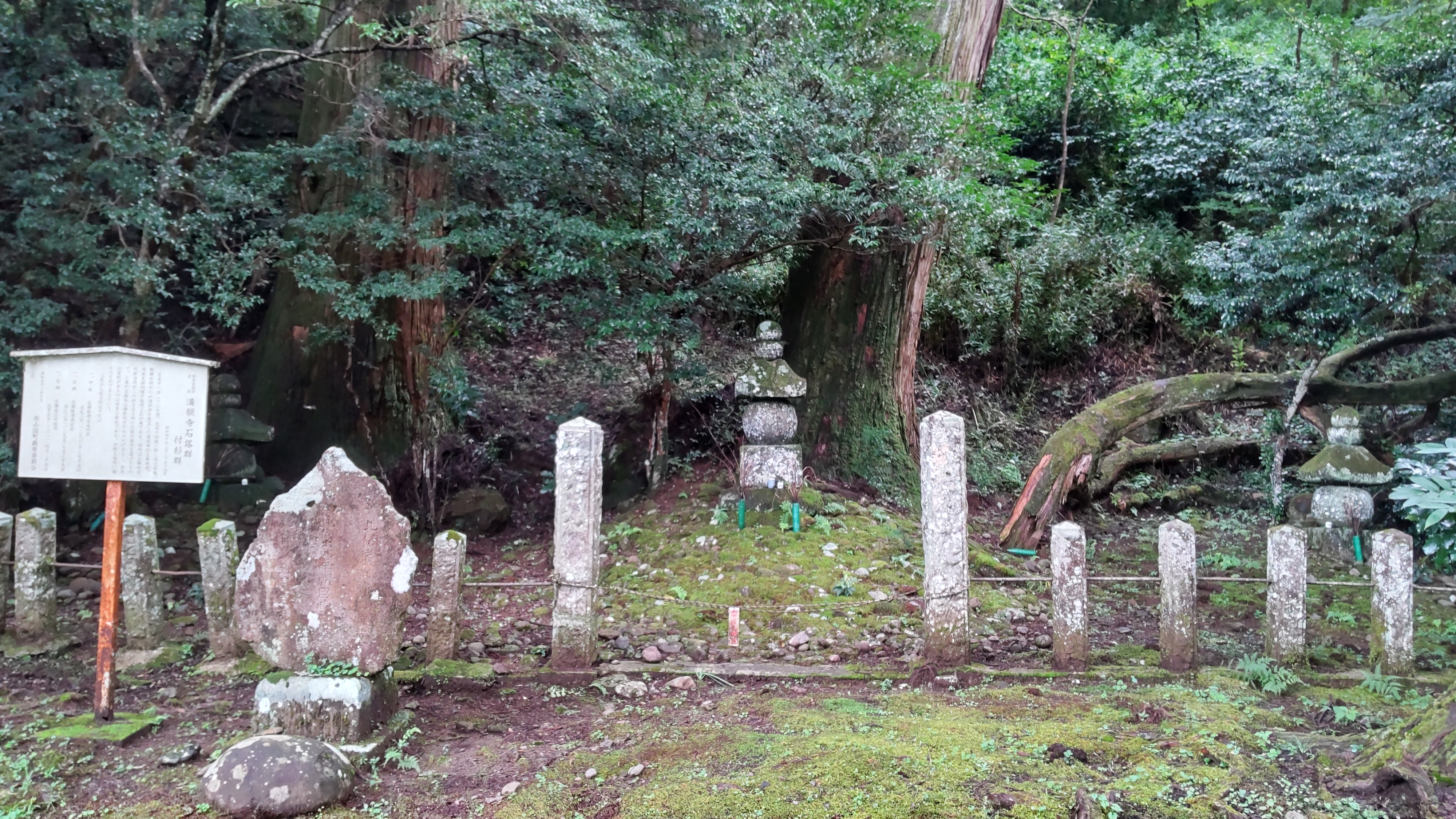
満願寺石塔群付杉群（鎮西奉行北條時定、同弟定宗、同嫡子随時三氏の墓）
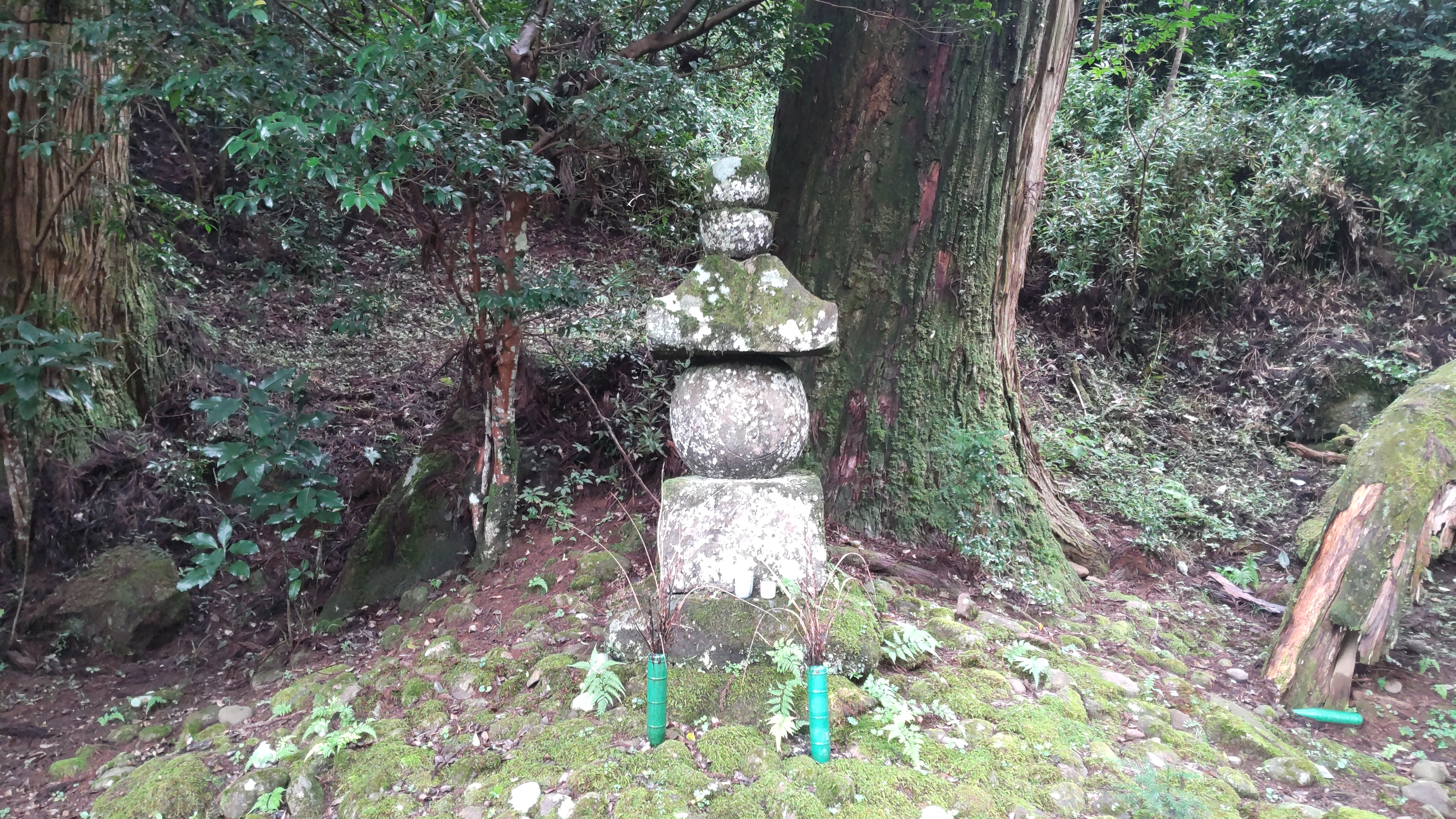
北條修理太夫時定五輪塔（中央）（正応三年（1290）12月15日入寂）
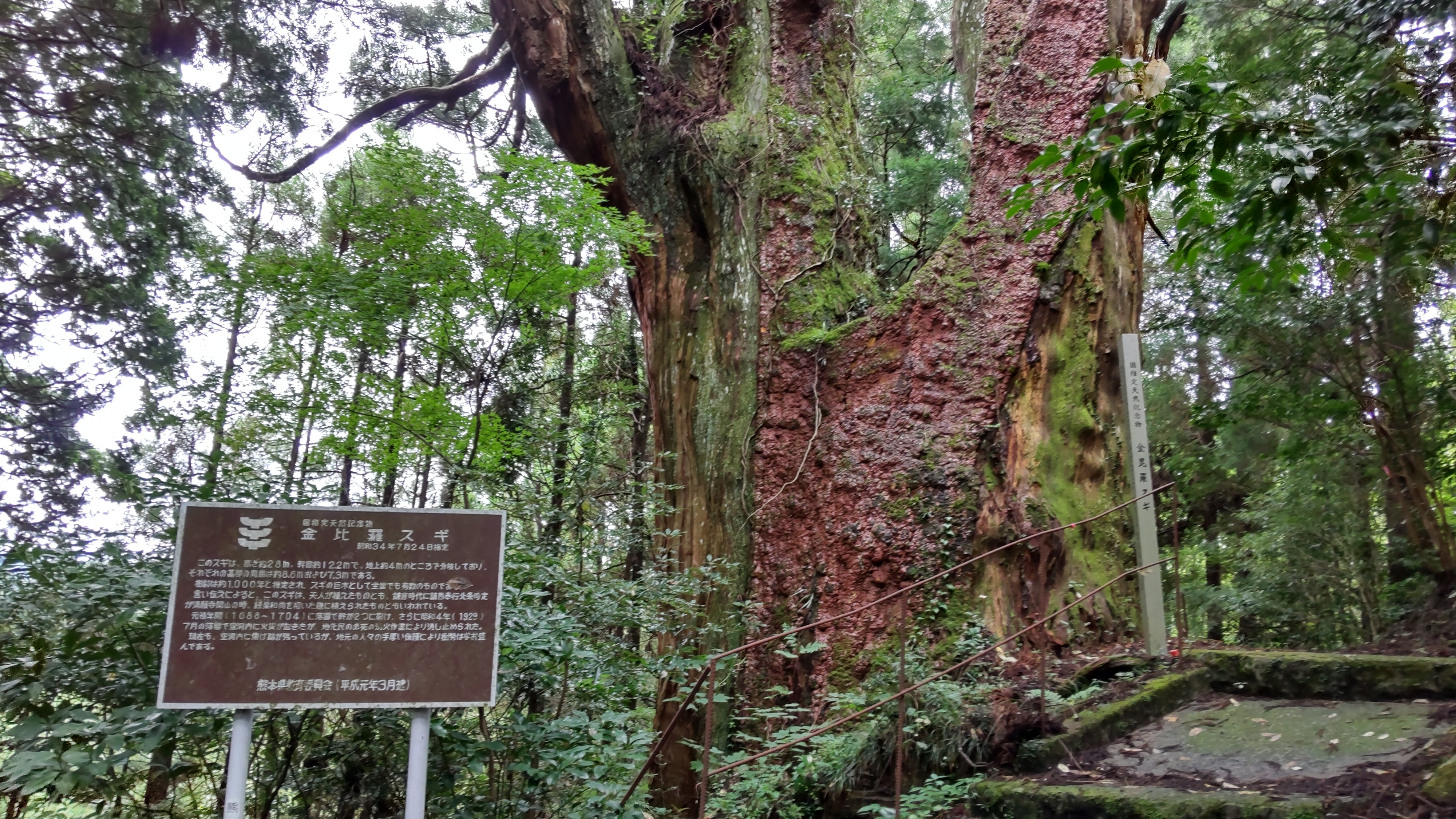
金比羅スギ（樹齢約1000年、鎮西奉行北条時定が満願寺開山の時、経杲和尚を招いた際に植えられた）